# Riccardo Paletti
Riccardo Paletti (Milán, Italia; 15 de junio de 1958-Montreal, Quebec, Canadá; 13 de junio de 1982), fue un piloto de automovilismo italiano. Participó en ocho Grandes Premios de Fórmula 1, clasificando en tres de ellos, con el equipo Osella, al cual se unió como segundo conductor aportando sus propios fondos tras sus éxitos en categorías inferiores.

## Carrera

### Inicios
Llegó a la F2 en el año 1981, de la mano del equipo Onyx donde solamente cosechó dos buenos resultados, uno de ellos en Silverstone, que quedó tercero y finalizó cuarto en otra carrera, el resto de la temporada serían carreras sin puntuar o abandonos.

### Fórmula 1
En el año 1982 pasa a las filas del modesto equipo Osella, de la mano de un patrocinador, y quedó como segundo piloto, siendo el escudero de Jean-Pierre Jarier. Su participación apenas se recuerda al ser un recién llegado a esta competición, y sus resultados no eran buenos, sobre todo por el material con que contaba en sus equipos.    
Paletti empezó mal la temporada, pues no clasificó en las tres primeras carreras del año, en el polémico GP de San Marino, solo entraron 14 coches, por lo que clasificar estaba asegurado.
Paletti clasificó 13º (una de las mejores calificaciones del equipo Osella en su historia), pero tuvo que abandonar en la séptima vuelta por problemas en el motor, rodaba décimo por delante de uno de los Tyrrell.
Con este resultado, el equipo no pudo clasificar en las dos carreras siguientes, en el circuito de Detroit, clasificó vigesimotercero, superando a Mauro Baldi, Eliseo Salazar y Chico Serra pero no tomó parte de la parrilla porque se le caló el motor al frágil Osella.
En el GP de Canadá, logró clasificarse de nuevo vigesimotercero con 1'31"901 por delante de Eliseo Salazar, Geoff Lees y Brian Henton, en la que tomó parte por tercera y última vez de su vida de una parrilla de salida en su corta carrera deportiva en Fórmula 1.

#### Muerte
En esa misma temporada de 1982, en el GP de Canadá salía desde la pole position el piloto francés Didier Pironi, quien no consiguió arrancar su Ferrari por problemas técnicos, quedándose totalmente clavado. La mayoría de pilotos consiguieron esquivarlo, desafortunadamente el italiano Ricardo Paletti, de 23 años (le faltaban 2 días para cumplir 24), no pudo esquivarlo y se estrelló contra la parte trasera de su coche. 4 pilotos quedaron fuera de carrera nada más empezar. Uno de ellos era el poleman Pironi, que se encontraba sin heridas. Este saltó rápidamente de su monoplaza para ver como estaba Paletti. 
Sin embargo, pese a su ayuda y el de las asistencias médicas, el tanque de gasolina del Osella se terminó de abrir, comenzado un fuego que haría imposible su rescate durante unos largos y eternos minutos. Paletti en el momento del choque perdió el conocimiento, ya que tenía el tórax destrozado. A la dantesca situación en la que se encontraba el piloto, había que sumarle el estar inmerso en una bola de fuego, sin poder escapar. Finalmente fue trasladado a un hospital donde falleció poco después. Esa misma temporada falleció Gilles Villeneuve, tan solo un mes antes de su muerte. Riccardo Paletti no murió por las quemaduras, sino que murió a causa del impacto, porque al chocar a 200 km/h, con el auto de Pironi, la parte delantera del frágil Osella se rompió, y se clavó la barra de dirección en el pecho, motivo que explica porqué Riccardo Paletti no salía de su coche cuando los médicos le atendían.
La tumba de Riccardo Paletti está en un cementerio a las afueras de Milán.

## Homenajes
Cuando murió, un autódromo de Italia, con sede en Varano, fue renombrado en su honor como Autódromo Riccardo Paletti, que acoge carreras de categorías locales.

## Resultados

### Fórmula 1
(Clave) (negrita indica pole position) (cursiva indica vuelta rápida)

| Año     | Escudería            | 1       | 2        | 3       | 4       | 5        | 6        | 7       | 8       | 9   | 10  | 11  | 12  | 13  | 14  | 15  | 16  | Pos. | Puntos |
| ------- | -------------------- | ------- | -------- | ------- | ------- | -------- | -------- | ------- | ------- | --- | --- | --- | --- | --- | --- | --- | --- | ---- | ------ |
| 1982    | Osella Squadra Corse | RSA DNQ | BRA DNPQ | USW DNQ | SMR Ret | BEL DNPQ | MON DNPQ | USE DNS | CAN Ret | NED | GBR | FRA | GER | AUT | SUI | ITA | LVG | NC   | 0      |
| Fuente: |                      |         |          |         |         |          |          |         |         |     |     |     |     |     |     |     |     |      |        |